# Продаётся медвежья шкура
«Продаётся медвежья шкура» — советский художественный телефильм режиссёра Александра Итыгилова по одноимённому рассказу Валентина Распутина. Снят по заказу Гостелерадио СССР Творческим объединением «Луч» Киностудии имени А. Довженко в 1980 году. Премьера фильма состоялась на Центральном телевидении 5 декабря 1980 года.

## Сюжет
Долгий поединок между растревоженным от зимней спячки раненым медведем и опытным охотником закончился победой человека. Но эта дуэль, продолжавшаяся всю зиму, заставила задуматься совестливого Василия о праве людей вторгаться в судьбу обитателей таёжного леса.

## В ролях
- Стасис Петронайтис — Василий
- Михаил Жигжитов — старик-охотник
- Борислав Брондуков — почтальон
- Ольга Матешко — курьер
- А. Пономарёв — охотник
- Виталий Шаповалов — читает текст от автора

## Съёмочная группа
- Автор сценария и режиссёр-постановщик: Александр Итыгилов
- Операторы-постановщики: Александр Итыгилов, Эдуард Тимлин
- Художник-постановщик: Наталья Аксёнова

## Интересные факты
- Съёмки проходили на родине режиссёра, в Бурятской АССР, в Прибайкальском (село Батурино) и Тарбагатайском районах (гора Спящий лев)